# Serpentor
Serpentor es una banda de thrash metal argentina, formada en el año 1998 en la Zona Oeste del Gran Buenos Aires. Sus machaques, destiempos y armonizaciones, combinados con una voz potente y letras punzantes, marcan una diferencia dentro del estilo. Con 5 discos de estudio en su haber, se ganaron un destacado lugar en la escena, al punto de convocar más de 1300 seguidores en el Teatro de Flores para la grabación de su primer DVD, a salir en el año 2012. 
Compartieron escenario con bandas locales de la talla de Horcas, Malón, Lethal, Nepal, Cruel Adicción, Devenir, IAN, Visceral, Tren Loco, Jerikó, Devastación, Plan 4, Atrox, Manifiesto, Mastifal, Matan SA, y bandas internacionales como Megadeth, Overkill, Testament, Destruction, Sodom, Mortification, Primal Fear, Shaman, Forbidden, Deicide, Brujería y Iron Maiden.

## Historia

### Inicios
A principios de 1998 y por diferencias musicales, se separa el grupo Sangre India, y Guillermo .Romero(voz), Jorge Moreno(guitarra) y Jorge Alcaraz(guitarra), firmes en su convicción de hacer Thrash, arman Serpentor con la incorporación de Sergio Gómez(batería) y Pablo Ariel Lescano(bajo).
Comenzaron tocando en la Zona Oeste, en lugares hoy míticos como Club Santa Lucía, Okuparte, CE.DI.MA., Castillo del Conde, y diferentes sociedades de fomento y clubes barriales. Su primer show en Capital fue nada menos que en Cemento como soportes de Lethal y Devenir, época en la cual realizaron también su primera visitada al exterior, invitados por Slow Agony para tocar en Asunción del Paraguay.

### Reconocimiento
Pronto comenzaron a expandirse con shows en el resto del Gran Buenos Aires, y finalmente distantes puntos de la Argentina. Desde Salta hasta Río Gallegos, pasando por Córdoba, Santa Fe, Río Negro, Neuquén y Formosa, entre otras.

Su primer disco fue grabado en el estudio Kirkincho Records en el año 2000, y presentado en el reducto Okuparte al año siguiente, cuando saliera a la venta. Ese mismo día, Jorge Alcaraz anuncia su partida, ingresando Ramón López para ocupar su puesto. Con esta formación, siguieron tocando y componiendo para sacar Poseído en el 2004, disco que presentaron ese mismo año en Cemento.
Otra presentación, otra partida, esta vez es Guillermo Romero quien se aleja, dejándole la posta en la voz a Emanuel Lescano. Así fue que pudieron continuar sus presentaciones y grabaron en el 2007 su tercer placa, titulada Final Sangriento. Ese mismo año Jorge Alcaraz retorna a la guitarra, y al poco tiempo Alejandro Padín se hace cargo de los parches que dejara Sergio Gómez.
En el 2008 Guillermo Romero vuelve a las voces con Ley Siniestra, EP que contiene tres temas adelanto del próximo disco, un cover de V8 ("Angeles de las Tinieblas") y la re-versión del tema "Final Sangriento". 
En estos tiempos tienen la posibilidad de telonear a bandas como Forbidden, Testament, Overkill, Sodom, Destruction, entre otros festivales importantes. Entretanto, terminan la grabación de Privación Ilegítima de la Libertad, su cuarto larga duración. Este disco sale a la venta a principios del 2009, y es presentado oficialmente en el Teatro de Flores ante más de 1300 personas. Ese mismo día, toman imágenes para lo que será su primer DVD.

### Actualidad
En el año 2011 y con esta misma formación, Serpentor toca como soporte de Megadeth en el estadio Malvinas Argentinas, junto a Malón en su regreso a los escenarios tras 13 años de ausencia. En estos dos shows los pudieron ver más de 16.000 personas. 

## Miembros

### Miembros actuales
- Jorge Moreno: Guitarra (1998-presente)
- Jorge Alcaraz: Guitarra (1998-2001, 2007-presente)
- Guillermo Romero: Voz (1998-2005, 2008-presente)
- Marcos Gianfrancesco: batería (2016-presente)
- Luis Bicho Medina: Bajo (2019-presente)

## Discografía

### EP
- 2008 - Ley Siniestra

### Álbumes
- 2001 - Serpentor
- 2004 - Poseído
- 2007 - Final Sangriento
- 2009 - Privación Ilegítima de la Libertad
- 2015 - Legiones
- 2021 - Sacerdote del Horror

### Discos tributo
- 2002 - Tributo a Metallica (Battery)
- 2006 - Tributo a Judas Priest (All Guns Blazing)
- 2007 - Tributo a Slayer (Killing Fields)
- 2008 - Tributo a Megadeth (Hangar 18)
- 2008 - Tributo a V8 (Ángeles de las Tinieblas)

### DVD
- 2013 - Autodestrucción - Grabado en vivo en El Teatro de Flores, el 15 de octubre de 2010.[3]
- 2017 - Reinará el Trash - Grabado en vivo en El Teatro de Flores en el año 2015.[4]